# Еміліюс Зубас
Еміліюс Зубас (лит. Emilijus Zubas, нар. 10 липня 1990, Паневежис) — литовський футболіст, воротар ізраїльського «Бней-Єгуда» і національної збірної Литви.
Дворазовий чемпіон Литви. Володар Кубка Литви і Кубка Ізраїлю. 

## Клубна кар'єра
Народився 10 липня 1990 року в місті Паневежис. Вихованець футбольної школи клубу «Екранас». Дорослу футбольну кар'єру розпочав 2011 року в основній команді того ж клубу, в якій провів два сезони, взявши участь у 58 матчах чемпіонату. Був основним голкіпером команди. Відзначався досить високою надійністю, пропускаючи в іграх чемпіонату в середньому менше одного голу за матч.
2013 року став гравцем латвійської «Даугави» (Рига), у складі якої, утім так й не дебютував. Натомість віддавався в оренду до польського ГКС (Белхатув), кіпрського АЕК (Ларнака) та данського «Віборга».
2015 року уклав контракт з іншим польським клубом, «Подбескідзе», у складі якого протягом наступного сезону був основним воротарем.
2016 року перейшов до ізраїльського «Бней-Єгуда».

## Виступи за збірні
Протягом 2011–2012 років залучався до складу молодіжної збірної Литви. На молодіжному рівні зіграв у 8 офіційних матчах, пропустив 15 голів.
2013 року дебютував в офіційних матчах у складі національної збірної Литви.

## Титули і досягнення
- Чемпіон Литви (2):

«Екранас»: 2011, 2012
- Володар Кубка Литви (1):

«Екранас»: 2010-11
- Володар Кубка Ізраїлю (2):

«Бней-Єгуда»: 2016-17, 2018-19